# Maria Amàlia d'Àustria (duquessa de Parma)
Maria Amàlia d'Àustria (Viena, Sacre Imperi Romanogermànic 1746 - Praga 1804) fou una arxiduquessa d'Àustria, princesa d'Hongria i de Bohèmia amb el tractament d'altesa imperial i reial. En casar-se amb el duc de Parma seguí amb la política d'acostament entre la Casa de Borbó i la Casa d'Habsburg produït al llarg del segle xviii.

## Orígens familiars
Va néixer a la ciutat de Viena el dia 26 de febrer de 1746 en plena Guerra de Successió austríaca. Filla de l'arxiduquessa Maria Teresa I d'Àustria i de l'emperador Francesc I del Sacre Imperi Romanogermànic, era neta per via materna de l'emperador Carles VI del Sacre Imperi Romanogermànic i de la princesa Elisabet de Brunsvic-Wolfenbüttel i per línia paterna del duc Leopold I de Lorena i de la princesa Elisabet Carlota d'Orleans.
Fou germana dels emperadors Josep II i Leopold II del Sacre Imperi Romanogermànic, així com de Maria Carolina d'Àustria (reina de les Dues Sicílies), casada amb Ferran I de les Dues Sicílies; Maria Antonieta d'Àustria, casada amb Lluís XVI de França; i de Ferran III de Mòdena.

## Núpcies i descendents
Educada en el si de la Cort de Viena, aviat esdevingué extremadament popular en els cercles de l'aristocràcia austríaca per la seva bellesa i per la seva intel·ligència. Enamorada del príncep Carles de Zweibrücke, la seva mare i el ministre Von Kaunitz prohibiren la unió en considerar a l'esmentat príncep un mal partit per una arxiduquessa austríaca.
Es casà per poders el dia 27 de juny de l'any 1769 a Viena, i en persona a Colorno el 18 de juliol del mateix any, amb el duc Ferran I de Parma, fill del duc Felip I de Parma i de la princesa Elisabet de França. Aquesta unió fou en contra de la seva voluntat, però amb el fi d'acostar, a través del matrimoni, les cases d'Àustria i de Borbó. La parella s'establí a Parma i tingueren cinc fills:
- SAR la princesa Carolina de Borbó-Parma, nada a Parma el 1770 i morta a Dresden el 1804. Es casà amb el príncep Maximilià de Saxònia.
- SM el rei Lluís I d'Etrúria, nat a Piacenza el 1773 i mort a Florència el 1803. Es casà amb la infanta Maria Lluïsa d'Espanya.
- SAR la princesa Maria Antonieta de Borbó-Parma, nada a Parma el 1774 i morta a Roma el 1841.
- SAR la princesa Carlota de Borbó-Parma, nada a Parma el 1777 i morta a Roma el 1813.
- SAR el príncep Felip de Borbó-Parma, nat a Parma el 1783 i mort a Parma el 1786.
- SAR la princesa Antonieta de Borbó-Parma, nada i morta a Parma el 1784.
- SAR la princesa Maria Lluïsa de Borbó-Parma, nada a Parma el 1787 i morta el 1789.

## Consort de Parma
A Parma, Maria Amàlia demostrà tenir un gran caràcter. Aviat deixà de banda els consells de la seva mare i s'immiscuí en política aconseguint la destitució del primer ministre Guillaume Du Tillot. Mentrestant l'arxiduquessa Maria Teresa I d'Àustria aconseguí que França i Espanya financessin la cort parmesana amb contribucions econòmiques realment importants.
Maria Amàlia portà una vida desenfrenada, allunyada del rígid protocol palatí, la qual cosa generà un gran escàndol entre les diferents corts europees que progressivament s'allunyaren del petit ducat italià. L'any 1773 Maria Teresa intentà una reconciliació amb la seva filla i reconduir la situació del ducat parmesà sense que aquesta maniobra tingué resultats positius.
Amb la invasió napoleònica d'Itàlia, Maria Amàlia decidí abandonar la península i establir-se a Praga on morí el 18 de juny de 1804, sent enterrada a la catedral de sant Vitus.